# Saint-Pierre e Miquelon
Saint-Pierre e Miquelon (in francese Saint-Pierre-et-Miquelon) è un arcipelago dell'Oceano Atlantico settentrionale appartenente amministrativamente alla Francia, della quale costituisce una collettività d'oltremare.
Si trova al largo della costa canadese ed è costituito da 17 isole a sud di Burin, penisola della provincia di Terranova e Labrador, le maggiori delle quali sono quelle di Saint-Pierre e di Miquelon, rispettivamente 19 e 21 km di distanza dalla citata penisola.
Miquelon è l'isola più grande dell'arcipelago; a seguire Saint-Pierre, che tuttavia è la più popolata, ospitando circa l'85% degli abitanti della comunità.
La sovranità su una delle isole dell'arcipelago, Île Verte, fu a lungo indeterminata tra Francia e Canada, finché un accordo tra i due Paesi nel 1972 ne sancì l'appartenenza canadese.
Saint-Pierre e Miquelon è uno dei sette territori francesi nelle Americhe, l'unico in America del Nord, residuo della Nuova Francia, i cui territori andarono perduti a metà del XVIII secolo durante la guerra dei sette anni.

## Denominazione

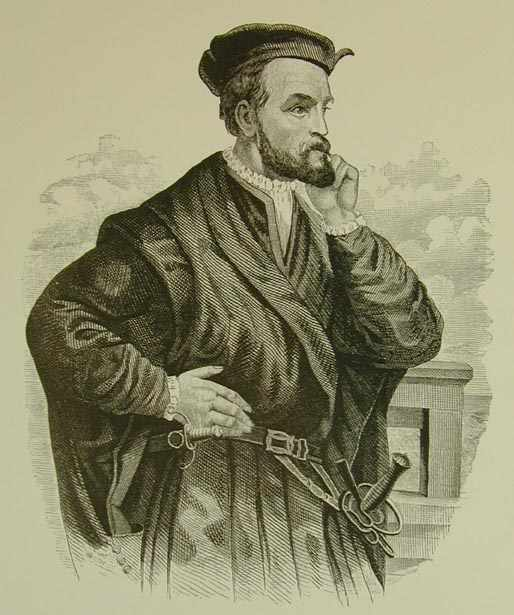
Jacques Cartier che nel XVI secolo ha dato all'isola il nome Saint-Pierre

Nel 1520, il navigatore portoghese João Álvares Fagundes battezzò l'arcipelago in onore di Sant'Orsola, poiché sbarcato nel giorno della sua ricorrenza, l'"arcipelago delle undicimila vergini". In seguito, Jacques Cartier la rinominò "isle Sainct Pierre" durante la sua visita nel giugno 1536; la scelta ricadde su Pietro in quanto patrono dei pescatori al fianco di Andrea apostolo, Antonio di Padova, Nicola di Bari e Zeno di Verona.
Il nome "Miquelon" viene attestato come "Micquelle" al XVI secolo nel manuale di navigazione del capitano basco Martin de Hoyarsabal, diretto a Terranova. Miquelon potrebbe derivare dall'antroponimo Michele, in quanto la forma basca corrispondente a questo nome di persona è appunto Mikel.
Il nome dell'isola adiacente, Langlade, è attestato nelle forme "Terra England" tra il 1610 e il 1675, "Langlois" nel 1670 (mappa di Visscher), "c d'Inghilterra" nel 1674 (mappa di Denis de Rotis e Detcheverry del 1689), "Lanaloy" nel 1675 (mappa di Thornton), "I Anglois miclon" nel 1675, "Angueleterraco" nel 1677 (mappa di Detcheverry), "Langlois" nel 1693, "Cap de Langlais" nel 1694, "Langlois" sulle mappe del 1700, 1719, 1721.

## Storia
Le isole furono già scoperte e visitate dai paleoeschimesi, di cui in particolare i groswateriani (800-100 a.C.) e i Dorset (100-900 d.C.). Tra il 1100 e il 1500 circa a.C., gli antenati dei Beothuk si stanziarono presso Anse-à-Henry, sull'isola di Saint-Pierre.

### Dalla colonizzazione allo sviluppo dell'arcipelago

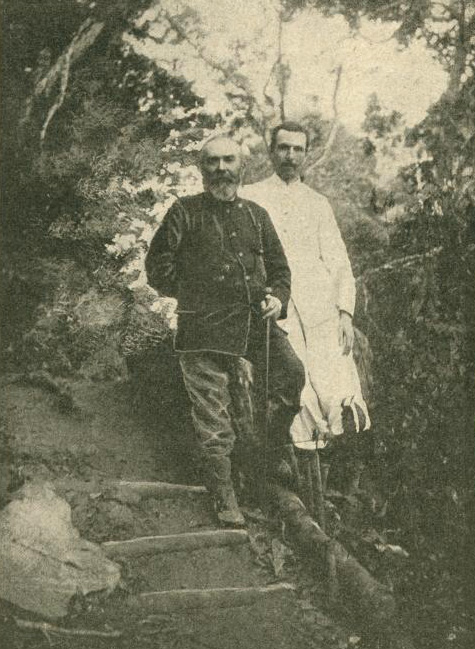
Henri-Félix Lamothe, comandante e allora governatore di Saint Pierre e Miquelon, alla fine del XIX secolo
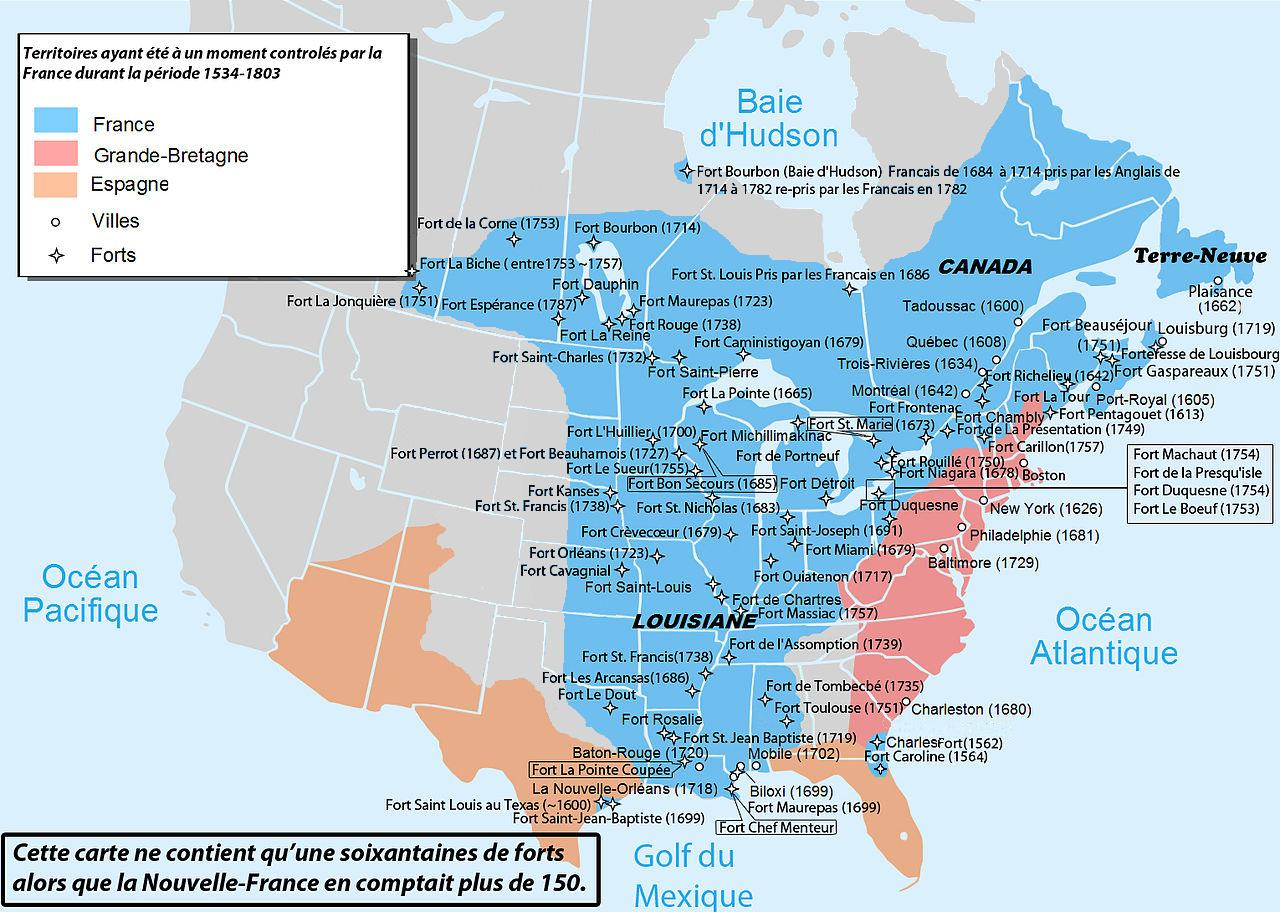
La Nuova Francia: dal 1713, in virtù del trattato di Utrecht, perse l'arcipelago di Saint-Pierre-et-Miquelon
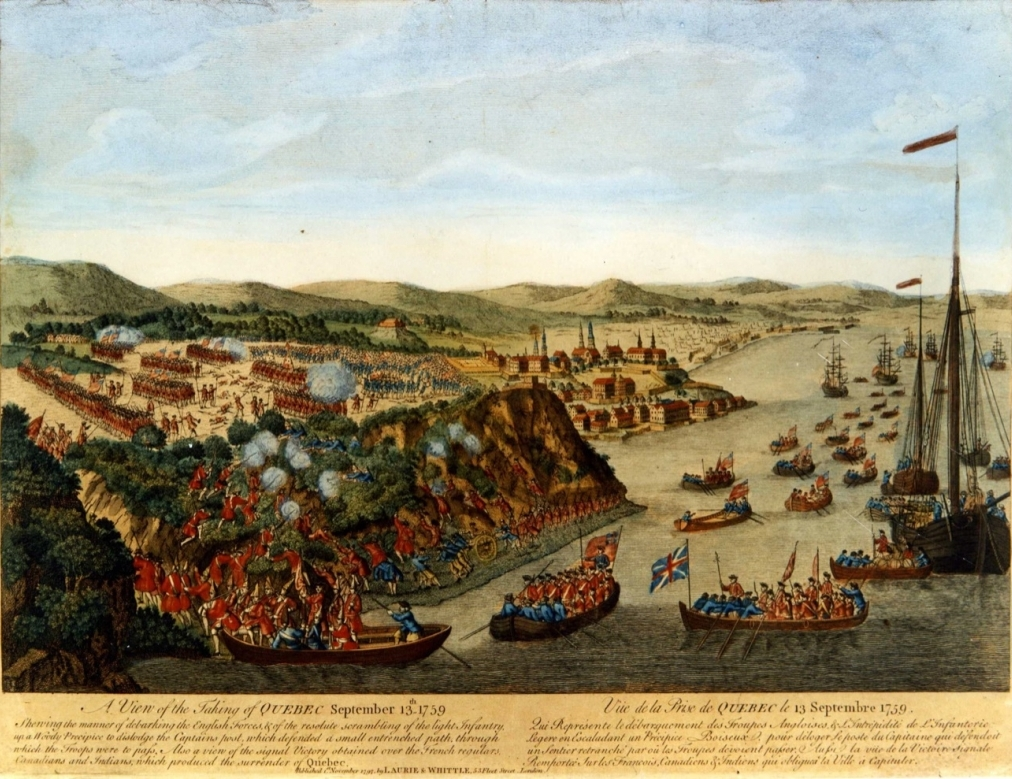
La conquista del Quebec nel 1759 è alla base del trattato di Parigi che nel 1763 restituì Saint-Pierre e Miquelon alla Francia

Il giorno di arrivo del navigatore portoghese Faguendes, il 21 ottobre 1520, è spesso designato come data di scoperta dell'isola, ma questa potrebbe essere anteriore e da attribuire a Giovanni Caboto nel 1497. Anche Giovanni da Verrazzano è citato nel 1524 tra gli scopritori. Ad ogni modo, le isole funsero da base per i pescatori normanni, bretoni e baschi del XVI secolo, anche se forse la prima banchina permanente venne realizzata nel 1604. Lì si praticò la caccia alla balena (anche se forse questa attività in Nord America fu avviata forse già da prima dai nativi), in primis la balena franca, la balena della Groenlandia e la balena grigia: la bandiera dell'arcipelago richiama tra l'altro un vascello a caccia dei cetacei.

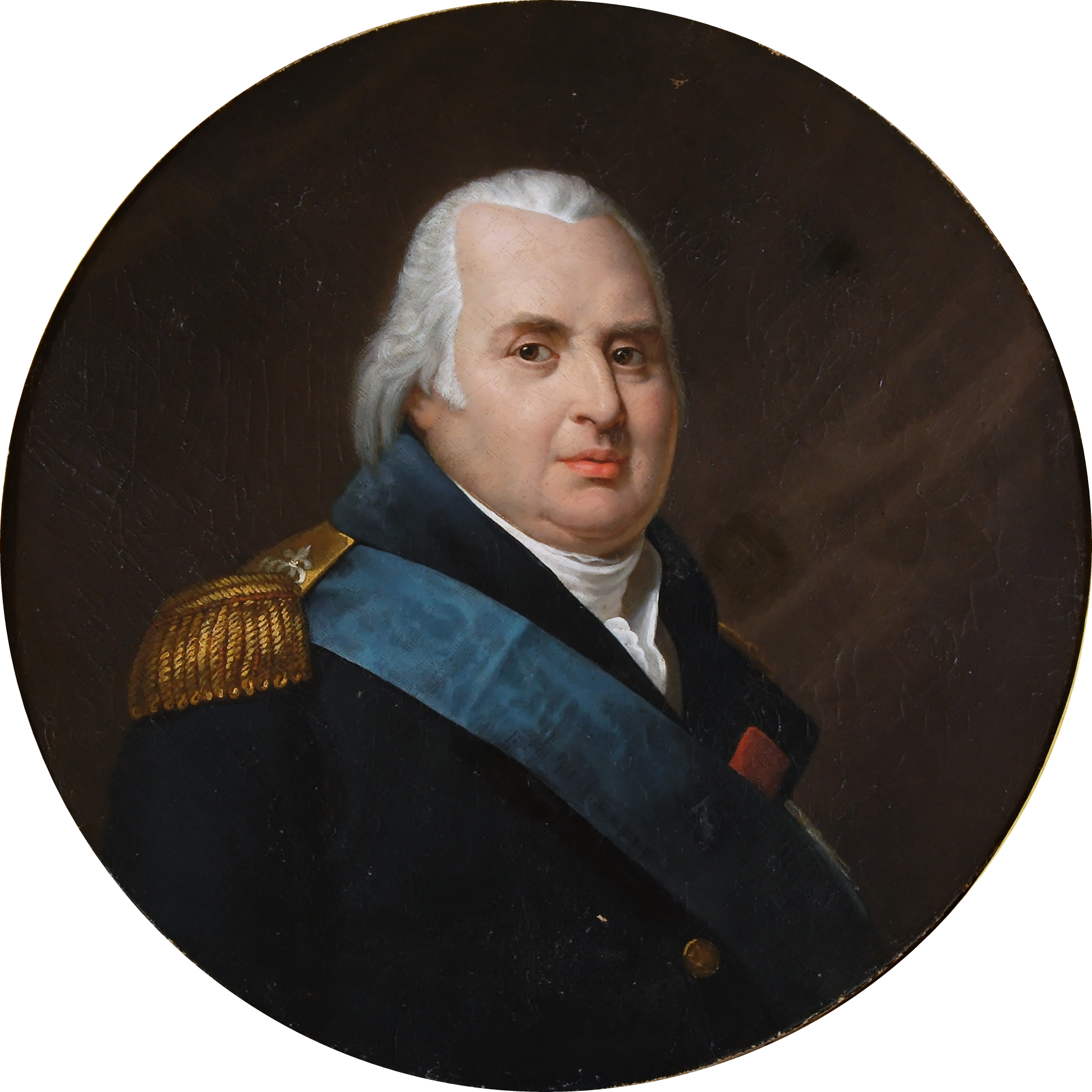
Sotto Luigi XVIII fu firmata l'ultima cessione di Saint-Pierre-et-Miquelon in Francia

Nel XVIII secolo, le isole furono tuttavia abbandonate in occasione della ratifica del trattato di Utrecht del 1713 che concesse alla Francia diritto esclusivo di pesca sulla costa dell'isola di Terranova, contrassegnata sulle carte come costa francese di Terranova. Le isole di Saint-Pierre e Miquelon furono poi ufficialmente riassegnate alla Francia durante il trattato di Parigi del 1763. Dopo una sconfitta inflitta dalle truppe americane e francesi, le forze britanniche in Nuova Scozia attaccarono le isole nel 1778 e deportarono la popolazione, compresi i profughi della deportazione acadiana del 1755: l'arcipelago fu tuttavia restituito nuovamente alla Francia con il trattato di Versailles (1783).
Diversi illustri viaggiatori visitarono più avanti l'arcipelago ancora molto sottosviluppato, tra cui il geografo Jean-Dominique Cassini nel 1768 e lo scrittore francese Chateaubriand nel 1791, il quale immortalò l'arcipelago nelle Memorie d'oltretomba.
Durante la Rivoluzione francese, la comunità acadiana lasciò improvvisamente l'isola di Miquelon per rifugiarsi nelle isole della Maddalena, mentre la guarnigione repubblicana a Saint-Pierre dovette abbandonare le proprie postazioni in virtù di un nuovo attacco britannico accaduto nel 1793. Fu solo con la Restaurazione di Luigi XVIII che il Regno Unito (di cui la Nuova Scozia figurava ancora come colonia) dovette abbandonare definitivamente le isole di Saint-Pierre e Miquelon.

### Sviluppo moderno e prima prosperità della colonia
Tra i celebri visitatori dell'epoca che raccontarono e studiarono la vita della piccola colonia di pescatori francese, nell'ultimo pezzo di territorio della vecchia Nuova Francia che divenne un avamposto di ridotte dimensioni sulla strada per il Nord America, si possono citare il conte Arthur de Gobineau, diplomatico e scrittore, intorno al 1850, nonché il dottor Albert Calmette, di stanza presso l'arcipelago dal 1888 al 1890. Durante la seconda metà del XIX secolo, il sito visse una crescita economica significativa grazie alla pesca al merluzzo.
A partire dal 1869, funse da tappa intermedia per le comunicazioni telegrafiche passanti dal cavo sottomarino tra la Francia (Brest-Petit Minou poi Brest-Déolen) e gli Stati Uniti (penisola di capo Cod). L'arcipelago visse un periodo di particolarmente florido durante il proibizionismo negli Stati Uniti poiché, a causa del suo status di colonia francese, la legge americana (il Volstead Act) non era lì applicabile: dal 1919 al 1933 il traffico di alcolici e vini francesi, contrabbandati lungo le coste canadesi e americane da golette o motoscafi (rum runners) costruiti in Canada e guidati da Saint-Pierrais raggiunse l'apice. Fino al 1933, quando il divieto fu revocato, fino a 300 000 casse di alcol passavano attraverso l'arcipelago nell'arco di dodici mesi. Il legno delle casse di liquori abbandonate veniva utilizzato come combustibile e per la costruzione di molte case, tra cui la villa Cutty Sark, interamente ricavate da casse dell'omonimo whisky. Negli anni 1970 si poteva ancora vedere a Saint-Pierre un capannone rivestito di assi di casse di alcol e champagne francesi.
I marinai di Terranova ricevevano le bevande alcoliche in casse, dopodiché le mettevano in sacchi di iuta ed utilizzavano la legna per gli scopi più disparati. In caso di intercettazione di un'imbarcazione condotta da contrabbandieri da parte della guardia costiera americana, bastava gettare i sacchi in mare dal lato della nave opposto a quello verso il quale arrivava la polizia. In alcuni casi il carico veniva recuperato. Il rischio di essere arrestati faceva parte del costo della spedizione e giustificava il prezzo sbalorditivo pagato dai destinatari. Ciò spiega anche la proliferazione di bevande contraffatte forse più economiche di quelle realmente provenienti dall'Europa.

### Seconda guerra mondiale
Nel corso della seconda guerra mondiale, dopo l'armistizio del 22 giugno 1940 e la parziale occupazione della Francia da parte dei tedeschi, l'amministrazione di Saint-Pierre e Miquelon rientrò sotto il controllo del Governo di Vichy.
Il governatore locale Gilbert de Bournat dovette negoziare con le autorità degli USA per ottenere alcuni sussidi finanziati dalle riserve auree francesi. Questi fu incaricato dal suo diretto superiore, l'ammiraglio Georges Robert, nominato nel settembre 1939 alto commissario per il teatro bellico dell'Atlantico occidentale, con autorità a Saint-Pierre e Miquelon, Martinica, Guadalupa e la Guyana francese.
In contemporanea, il vicino Canada aveva preparato, con l'approvazione di Washington, un piano di atterraggio per occupare l'arcipelago. Furono proposti diversi pretesti, comprese trasmissioni radiofoniche che trasmettevano propaganda di Vichy: alcuni sospettarono persino che tale stazione radio aiutasse gli U-Boot tedeschi presenti sulle rive di Terranova. Il primo ministro canadese William Lyon Mackenzie King scelse alla fine di non portare in atto tale piano, ragion per cui il progetto si arenò.
Per ordine del generale Charles de Gaulle fuggito a Londra, il vice ammiraglio Émile Muselier organizzò, nonostante il suo disaccordo, lo sbarco a Saint-Pierre e Miquelon all'insaputa e contro il parere delle autorità statunitensi e canadesi, sebbene avesse ottenuto prima il placet da Winston Churchill. Il caso del 24 dicembre 1941 ha fatto versare molto inchiostro agli storici e cristalizzò la diffidenza di Franklin Delano Roosevelt verso De Gaulle. Il vice ammiraglio Muselier organizzò un plebiscito per chi fosse favorevole ad unirsi alla Francia libera: Saint-Pierre e Miquelon fu una delle prime terre francesi a unirsi alla Francia libera.
Alla chiamata alle armi risposero 383 uomini, 56 donne e 36 minorenni, molti dei quali si imbarcarono sui mezzi delle forze navali della Francia Libera. Nel giugno 1942, durante il siluramento da parte di un sottomarino tedesco della corvetta Mimosa, 17 dei 65 membri dell'equipaggio dispersi (si contarono solo quattro superstiti) provenivano dall'arcipelago. Il 6 giugno 1944, tra i 177 fucilieri che sbarcarono in Normandia, sotto gli ordini del capitano di corvetta Kieffer, e che furono gli unici francesi a sbarcare in quella giornata, figurava il quartiermastro Saint-Pierrais René Autin (1921-1960) originario dell'arcipelago, il quale condusse gli uomini verso la terraferma.

### Storia recente e integrazione alla Repubblica francese
All'indomani del conflitto globale, l'ex colonia divenne un territorio d'oltremare (TOM) nel 1946.
Il 3 gennaio 1960, undici dei quattordici membri del Consiglio Generale, nonché il senatore Henri Claireaux, si dimisero per denunciare le difficoltà economiche create dall'introduzione del nuovo franco francese.
Il generale de Gaulle avrebbe mostrato la gratitudine all'arcipelago per il ruolo da esso ricoperto nell'assistenza alla Francia libera con una visita tenutasi il 20 luglio 1967 a bordo dell'incrociatore Colbert, dopodiché fece volta per il Québec. Fu una delle uniche quattro visite di un capo di stato francese in loco: le altre risultano ad oggi quella di François Mitterrand nel 1987, di Jacques Chirac nel 1999 e di François Hollande nel 2014.
Il 19 luglio 1976, il territorio procedette verso un maggiore assorbimento alla Repubblica e divenne dipartimento d'oltremare (DOM), prima di acquisire lo status di collettività territoriale con la legge n. 85-595 dell'11 giugno 1985. La revisione costituzionale del 28 marzo 2003, con la quale è nata la generica categoria delle collettività d'oltremare (COM), includeva anche Saint-Pierre-et Miquelon. Il suo stato attuale è stabilito nel codice generale degli enti locali dalla legge organica n. 203 del 21 febbraio 2007.
Tradizionalmente, Saint-Pierre-et-Miquelon rappresentava un importante interesse economico a causa dei diritti di pesca legati alla zona economica esclusiva vasta 200 miglia nautiche. La divergente interpretazione di Francia e Canada sull'applicazione di tale regola di diritto internazionale ha dato luogo, a partire dal 1988, a dei dissapori, scoppiati con il fermo del peschereccio Croix-de-Lorraine da parte dei canadesi.
A seguito dell'arbitrato internazionale senza appello di New York nel 1992, la zona marittima attribuita all'arcipelago è limitata alla zona economica esclusiva di 12 miglia nautiche ad est, 24 miglia nautiche ad ovest, e un corridoio lungo 200 miglia nautiche da 10 di larghezza, orientato da nord a sud.
Il Cap Blanc, immatricolato presso l'arcipelago e partito il 1º dicembre 2008 dal porto di Argentia con 204 tonnellate di cloruro di calcio, funzionale allo scioglimento della neve, si rovesciò e affondò il 2 dicembre a 80 km dalla costa di Saint-Pierre in acque territoriali canadesi. Quattro marinai a bordo dell'imbarcazione, tutti originari delle isole francesi, furono poi indicati come dispersi.

## Geografia

### Fisica

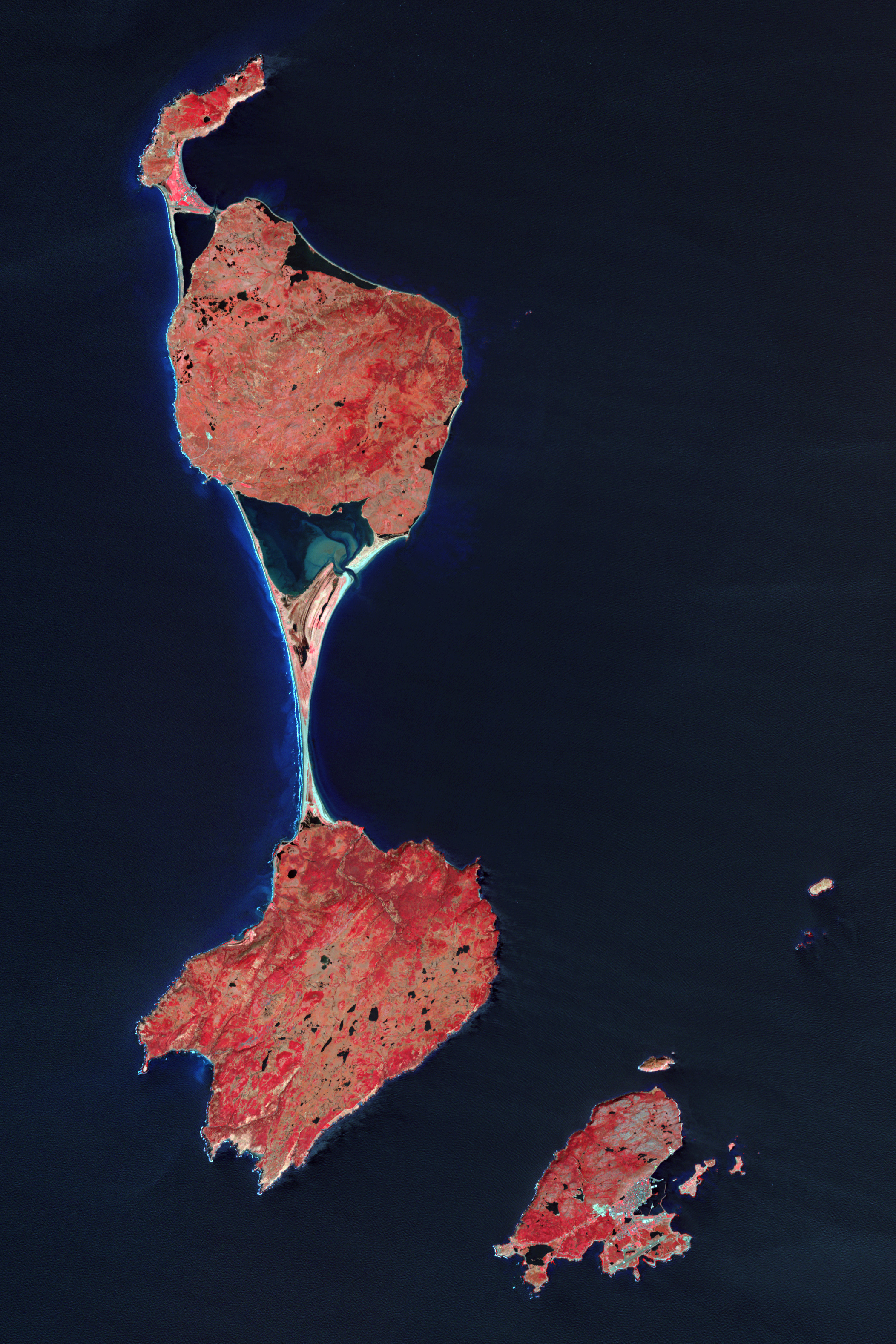
Veduta satellitare delle isole di Saint-Pierre e Miquelon

Con Saint-Pierre e Miquelon si indica un piccolo arcipelago composto da otto isole la cui superficie occupa 242 km²: il punto più elevato raggiunge i 240 metri s.l.m. (il Morne de la Grande Montagne) su Miquelon e i 210 m a Saint-Pierre. La composizione geologica è prevalentemente vulcanica (Miquelon e Saint-Pierre) o metamorfica (Langlade, penisola di Cap): per quanto riguarda l'orogenesi, la catena degli Appalachi risale al periodo Precambriano. Il panorama è brullo, non intaccato in grande parte dall'impatto antropico, con coste frastagliate e tutte profondamente modellate dalla grande glaciazione quaternaria canadese che copriva anche Terranova e l'estuario del San Lorenzo.
L'arcipelago è costituito principalmente dalla piccola Saint-Pierre (26 km² se si considerano gli isolotti contigui e 8 km di lunghezza da sud-ovest a nord-est), un canale largo circa 5,5 km, curiosamente chiamato "la Baia", il quale la separa dall'isola più grande di Miquelon (216 km² e 40 km da nord a sud). Questa consta di tre penisole: quella di Cap nell'estremo nord-ovest, quella di Grande Miquelon (110 km²) a nord, nella parte meridionale della quale si trova la laguna di Grand Barachois e Langlade o Piccola Miquelon (91 km²) a sud. Queste ultime due penisole sono collegate dal 1783 da un lungo istmo sabbioso (doppio tombolo) forse formatosi grazie al continuo deposito di sedimenti su un fondale basso. La zona è perlopiù occupata da torbiere, piccoli specchi di acqua salmastra e sparute aree boschive costituite principalmente da conifere (si tratta dell'unica foresta boreale francese). Vi è un unico fiume degno di questo nome, il Belle Rivière, che attraversa la Langlade da sud a nord.
Altri isolotti disabitati si rintracciano intorno al porto di Saint-Pierre a sud-est: île aux Marins (in passato chiamata île aux Chiens e abitata), île aux Pigeons, île aux Vainqueurs e, a nord di Saint-Pierre, la Grand Colombier. Più a est, verso la penisola di Burin (Terranova), l'arcipelago dell'isola Verde si trova proprio a ridosso del limite delle acque territoriali; la sua sovranità è incerta, poiché il Canada vi ha eretto un faro. Oltre agli isolotti dell'isola Verde, 1 300 metri a sud dell'isola principale, uno scoglio, chiamato Il bambino sperduto dell'isola Verde (L'Enfant perdu de l'Île Verte), è l'unico a essere ufficialmente francese.
Il geografo Henri Baulig descrive così l'arcipelago: "Nonostante tutto, con i suoi 4 000 abitanti stabili, con le sue case di legno dai colori vivaci, con le finestre basse illuminate dal sorriso dei fiori, con i suoi giardini amorevolmente curati, le sue strade sconnesse dove possono udirsi, mentre si sente al contempo il rumore degli zoccoli, i dialetti della Normandia e della Bretagna, mescolati con l'accento più vivace delle terre basche, Saint-Pierre è davvero un pezzo di Francia antica attaccato alle coste americane".

### Clima
Il clima è temperato freddo e presenta aspetti di transizione tra il tipo continentale umido (Dfb) e il tipo subartico (Dfc) secondo la classificazione di Köppen.
A Saint Pierre e Miquelon le estati sono caratterizzate da un'alternanza tra brevi periodi soleggiati e stabili con temperature tiepide e fasi perturbate, talvolta anche lunghe, con precipitazioni e temperature piuttosto fresche. L'estate è in genere una stagione caratterizzata da diffusa instabilità e frequenti passaggi perturbati, come peraltro è tipico delle coste del Nord America orientale. Nell'isola di Saint-Pierre, ove sorge la cittadina capoluogo, la media giornaliera del mese più caldo (agosto) si attesta attorno ai +16°C mentre la temperatura massima media non raggiunge i +19°C, i valori massimi stagionali estivi superano comunque molto di rado i +24°C.
Gli inverni sono freddi, le temperature medie giornaliere di gennaio e febbraio oscillano tra -3 e -4°C, tuttavia, se si paragonano tali valori a quelli che si registrano lungo il vicino estuario del fiume San Lorenzo (Québec) è evidente l'azione mitigatrice operata dalle acque dell'Oceano Atlantico sulle temperature, di conseguenza è abbastanza inusuale registrare minime inferiori ai -12/-13°C, mentre valori minimi inferiori a -20°C costituiscono un evento molto raro.
L'azione termoregolatrice delle acque marine si esercita comunque in tutte le stagioni dell'anno e si evidenzia attraverso le escursioni termiche contenute, sia a livello annuo (meno di 20°C di differenza tra il mese di febbraio e il mese di agosto) sia a livello giornaliero (in nessun mese dell'anno vengono superati gli 8°C di differenza tra le minime medie notturne e le massime medie diurne); un altro elemento indice di marittimità riguarda la distribuzione dei valori termici, che vedono un picco minimo nel mese di febbraio (quando le acque oceaniche risultano più fredde e quindi è minore l'azione mitigatrice) e un picco massimo in agosto (quando avviene il più intenso riscaldamento delle acque oceaniche), lungo le coste atlantiche del Canada continentale il mese più caldo è invece quasi sempre luglio. Nelle giornate più miti non è raro assistere alla formazione di nebbia molto fitta (i famosi banchi di nebbia di Terranova); è inoltre il punto d'incontro della calda Corrente del Golfo e di quella fredda del Labrador.
Le precipitazioni risultano abbondanti e in linea con quelle di Terranova: la pluviometria media si aggira attorno ai 1 400/1500 mm annui, che risultano distribuiti in modo omogeneo in tutte le stagioni (nessun mese riceve meno di 100 mm), il massimo pluviometrico, poco pronunciato, si registra comunque in luglio; abbondante anche la nivometria, che mostra accumuli medi annuali attorno ai 150/160 cm. Tuttavia le precipitazioni nevose, seppure molto frequenti soprattutto tra la fine di novembre e la fine di marzo, sono perlopiù di intensità debole o moderata e gli accumuli al suolo non sono paragonabili a quelli che si registrano lungo le vicine coste del Quebec. L'umidità media supera l'80%.

### Flora e fauna

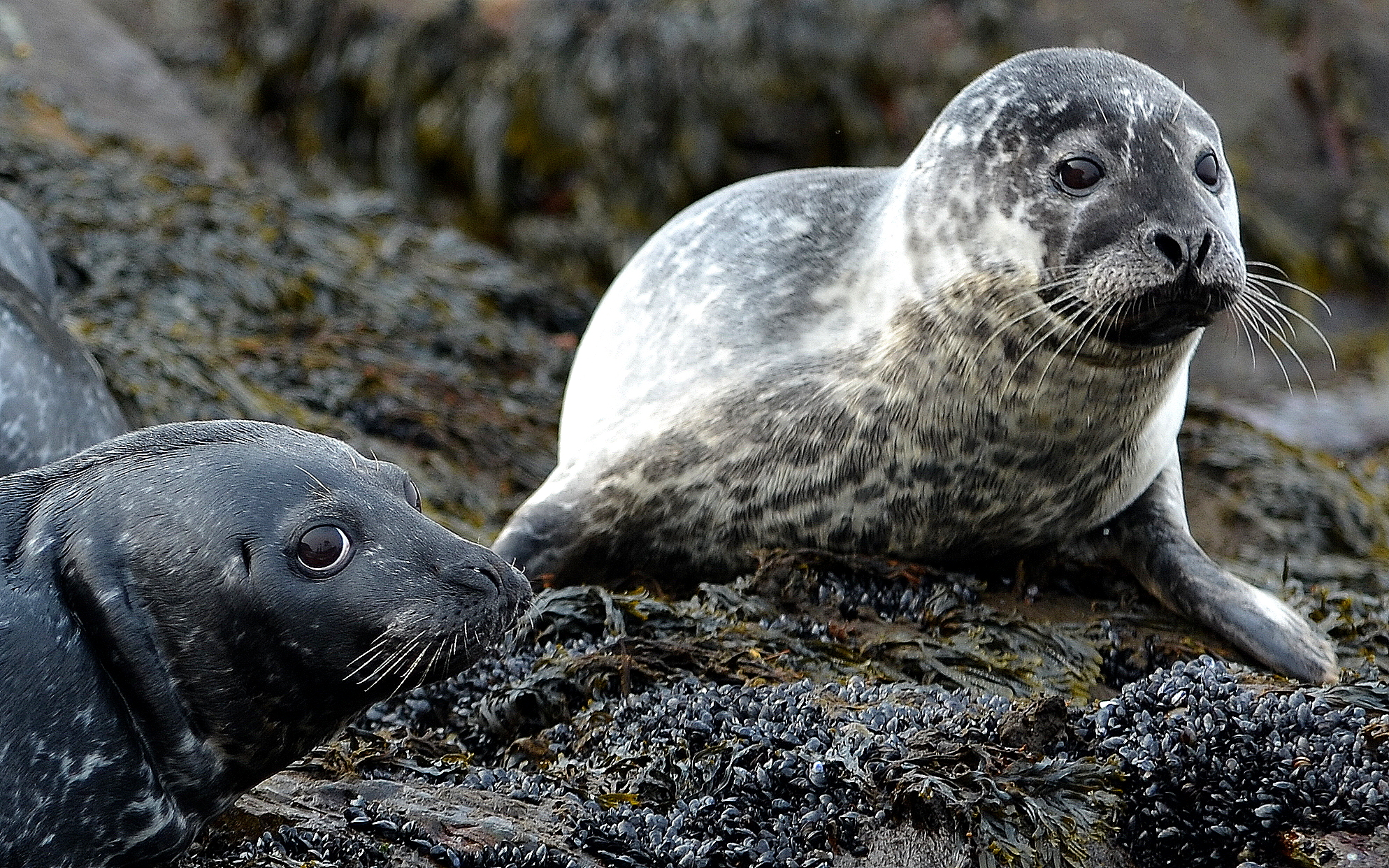
Due foche comuni (Phoca vitulina) nell'arcipelago nel 2018

I principali mammiferi dell'arcipelago, introdotti a scopo venatorio, sono il cervo dalla coda bianca (Odocoileus virginianus), la lepre variabile (Lepus timidus) e la lepre artica (Lepus arcticus): si possono ammirare anche alcuni esemplari di volpe rossa (Vulpes vulpes). Tra i roditori, quello più comune è l'arvicola della Pennsylvania (Microtus pennsylvanicus). I laghi di Saint-Pierre rivelano una fauna dominata da trote iridee (Oncorhynchus mykiss) e anguille americane (Anguilla rostrata).
Per quanto riguarda la fauna marina dell'arcipelago, si rintracciano la foca comune (Phoca vitulina), la foca grigia (Halichoerus grypus), la foca dal cappuccio (Cystophora cristata) e della Groenlandia (Pagophilus groenlandicus), la megattera (Megaptera novaeangliae), la balenottera comune (Balaenoptera physalus), la balenottera minore (Balaenoptera acutorostrata), l'orca (Orcinus orca), il beluga (Delphinapterus leucas), diverse specie di delfini, il salmerino di fonte (Salvelinus fontinalis), l'osmero (Osmerus), lo spinarello (Gasterosteidae) e il salmone rosa (Oncorhynchus gorbuscha).
Per quanto concerne l'ornitologia locale, sono presenti quasi 320 specie di uccelli, di cui le più comuni risultano svariati generi di anatre, i passeri corona bianca (Zonotrichia leucophrys), i parulidi (Parulidae), i pigliamosche reali dell'Atlantico (Onychorhynchus swainsoni), i fiorrancini americani (Regulus satrapa), le cince (Paridae), gli zigoli delle nevi (Plectrophenax nivalis) e le allodole (Alauda arvensis). La flora risulta invece più scarna, essendo composta, tranne che per alcuni boschetti di conifere, soprattutto da felci (Filicophyta) e arbusti tipici della taiga.

### Umana

#### Trasporti

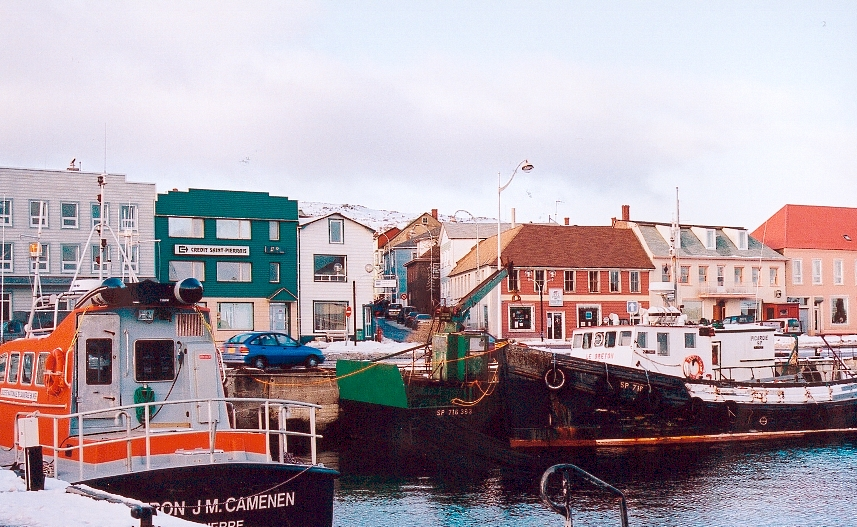
Il porto di Saint-Pierre

Saint-Pierre dispone di un aeroporto dal quale si diramano collegamenti regolari con diversi aeroporti canadesi e con la piccola pista creata su Miquelon. Un collegamento merci marittimo congiunge il porto di Saint-Pierre al molo di Halifax, in Nuova Scozia.
Fino al 2018 non era disponibile un volo diretto per Parigi: il 2 luglio 2018 Air Saint-Pierre, nell'ambito di una delegazione di servizio pubblico e con l'aiuto dello Stato, ha predisposto per i mesi di luglio e agosto un volo settimanale diretto dall'aeroporto Charles de Gaulle operato dalla compagnia ASL Airlines France.

## Amministrazione e istituzioni

### Status amministrativo
L'arcipelago di Saint-Pierre-et-Miquelon è una collettività d'oltremare sottoposta al regime dell'articolo 74 della Costituzione ed è denominata a livello amministrativo "collettività territoriale di Saint-Pierre-et-Miquelon". Non si tratta quindi né di un dipartimento né di una regione.
La comunità è composta da due comuni: Saint-Pierre e Miquelon-Langlade. La capitale dell'intero territorio è a Saint-Pierre.
Il francese è l'unica lingua riconosciuta e richiesta per i servizi ufficiali: tuttavia, una buona parte della popolazione (2011) dimostra un'ottima o buona conoscenza anche dell'inglese, in particolare perché i turisti e visitatori americani e i canadesi non provenienti dal Québec sono numerosi. I pescatori locali spesso si interfacciano con quelli di Terranova e della Nuova Scozia.
Il potere esecutivo è decentrato e in gran parte trasferito al presidente della giunta territoriale che ha alcuni poteri di natura legislativa locale ma anche una totale autonomia doganale, fiscale e urbanistica. Di conseguenza, è possibile mettere a disposizione dei cittadini dei servizi pubblici e tutte le merci che entrano nell'arcipelago, provenienti dalla Francia continentale o dall'estero, con poche eccezioni, sono tassate dalla dogana. Non esiste una tassa di solidarietà sul patrimonio (ISF), né una tassa sugli immobili (la quale ha sostituito l'ISF in Francia all'inizio del 2018).
Saint-Pierre-et-Miquelon non fa parte integrante dell'Unione europea, a differenza delle regioni ultraperiferiche francesi riconosciute dal trattato di Amsterdam del 1997: ciò comporta che le uniche comunità disciplinate dall'art. 73 della Costituzione francese sono attualmente Guadalupa, Martinica, Guyana francese, Riunione, Mayotte e l'isola di Saint-Martin (disciplinata dall'art. 74): il suo status, rispetto all'UE, è quello di paese e territorio d'oltremare (PTOM).
Gli abitanti di Saint-Pierre e Miquelon votano alle elezioni nazionali ed europee come tutti i cittadini transalpini. Questo perché dispongono di un passaporto francese ed europeo in virtù della loro nazionalità e della Costituzione francese. Come nelle regioni francesi, la moneta ufficiale adottata è l'euro dal 1999 (in precedenza, fu il franco CFA fino al 1973, rimpiazzato per circa 25 anni dal franco francese), sebbene la comunità non faccia parte del territorio metropolitano francese né rientri nell'area Schengen.

#### Consiglio territoriale

Il consiglio territoriale di Saint-Pierre e Miquelon è stato composto per il mandato 2012-2017 da 19 membri. In azzurro i tesserati di Archipel demain (vicini all'UMP) e in giallo i tesserati di Cap sur l'avenir (sulle stesse posizioni del PRG). Per il mandato 2017-2022, Archipel demain, auto-definitosi recentemente slegato dai partiti nazionali, conta 17 membri e Cap sur l'Avenir 2

Un consiglio territoriale che esercita più o meno gli stessi poteri di un consiglio regionale e di un consiglio dipartimentale sul resto del territorio francese gestisce l'intera comunità. Consta di 19 membri eletti, i quali rappresentano due circoscrizioni che corrispondono ai due comuni: Saint-Pierre (15 consiglieri) e Miquelon-Langlade (4 consiglieri). Sebbene questo rientri nell'art. 74 della Costituzione, le leggi della Repubblica si applicano direttamente a Saint-Pierre-et-Miquelon (regime di inclusione legislativa) tranne in alcuni settori, in particolare tasse, regime doganale, urbanistica e alloggi.
Inoltre, nell'arcipelago è presente un Comitato economico e sociale che può dare un parere su questioni di sua competenza, su richiesta della Giunta territoriale.

### Rappresentanza nazionale
L'autorità locale è rappresentata nel Parlamento della Repubblica francese con:
- Un seggio come deputato, eletto all'Assemblea nazionale a suffragio universale diretto;
- Un seggio come senatore, eletto al Senato a suffragio indiretto da un collegio di Grandi Elettori;
- Un consigliere del Consiglio economico, sociale e ambientale.

Gli elettori del territorio partecipano anche alle elezioni dei deputati francesi al Parlamento europeo.

### Servizi pubblici
A Saint-Pierre-et-Miquelon si trovano i seguenti servizi statali decentralizzati:
- Dipartimento dei territori, alimentare e marino (DTAM);
- Direzione della coesione sociale, del lavoro, dell'occupazione e della popolazione (DCSTEP);
- Amministrazione sanitaria territoriale (ATS);[37]
- Direzione dei servizi fiscali;
- Dipartimento delle finanze pubbliche di Saint-Pierre-et-Miquelon;
- Servizio educativo nazionale annesso all'Accademia di Caen.

Gli altri servizi statali sono:
- Servizio di polizia di frontiera: quartier generale all'interno del distretto militare del comando della gendarmeria, la sua istituzione a Saint-Pierre e Miquelon risale al 1977;
- Comando della gendarmeria di Saint-Pierre-et-Miquelon (COMGENDPM);
- Servizio doganale: sede principale a Saint-Pierre presso il molo Mimosa e ufficio Miquelon presso il quai du Port;
- Marina nazionale francese: pattugliatore Fulmar (trasferito dalla gendarmeria marittima nel 2011) presso il molo Roselys, subordinato al comandante della zona marittima atlantica (CECLANT), con quartier generale a Brest;
- Servizio dell'aviazione civile all'aeroporto Saint-Pierre Pointe-Blanche.

A Saint-Pierre, ha sede la prefettura a capo della quale vi è una figura che rappresenta lo Stato nel territorio: questi è nominato dal Presidente della Repubblica. In campo giuridico, si trova in loco una corte d'appello superiore, un tribunale di primo grado e un tribunale amministrativo. La camera dei conti territoriali controlla le finanze pubbliche del territorio, con sede a Noisiel.
Le camere consolari, la camera dell'agricoltura, la camera dei mestieri e dell'artigianato e la camera di commercio e industria sono raggruppate in un ente pubblico; la camera dell'agricoltura, del commercio, dell'industria, dei mestieri e dell'artigianato (CACIMA di Saint-Pierre-et-Miquelon), gestita da artigiani, commercianti, agricoltori, imprenditori eletti da rappresentanti delle loro coetanei.

#### Gendarmeria
Il Comando della Gendarmeria di Saint-Pierre-et-Miquelon (COMGENDPM) comprende 27 soldati attivi e 4 riservisti sotto l'autorità di un tenente colonnello. La gendarmeria nazionale è stata sempre presente sull'arcipelago dal 1816: sono intervenute varie modifiche che ne hanno modificato nome e funzioni minori nel 1957, nel 1968 e nel 2003. La maggior parte della sua attività si concentra sulla raccolta di informazioni e sulla prevenzione locale al fine di garantire il mantenimento dell'ordine e la pace pubblica. Come parte del continuum sicurezza - difesa e come autorità militare, il COMGENDPM è altresì una forza sovrana che afferma la presenza della Francia in questo territorio nordamericano.
Il COMGENDPM gode di personale proprio e di 3 unità operative.
Dal 30 agosto 1995 al 2006, un plotone della gendarmeria mobile (personale: 31 uomini) ha rafforzato l'azione della gendarmeria dipartimentale. La società della guardia costiera di Saint Pierre e Miquelon è stata sciolta il 1º luglio 2010, in quanto le attività di pattuglia sono svolte dal Fulmar (P740), in mano alla marina. Poliziotti civili della Police Nationale sono invece attivi nella sorveglianza dell'aeroporto.

### Simboli

Bandiera (non ufficiale) di Saint-Pierre e Miquelon
Stemma di Saint-Pierre e Miquelon

## Popolazione e società

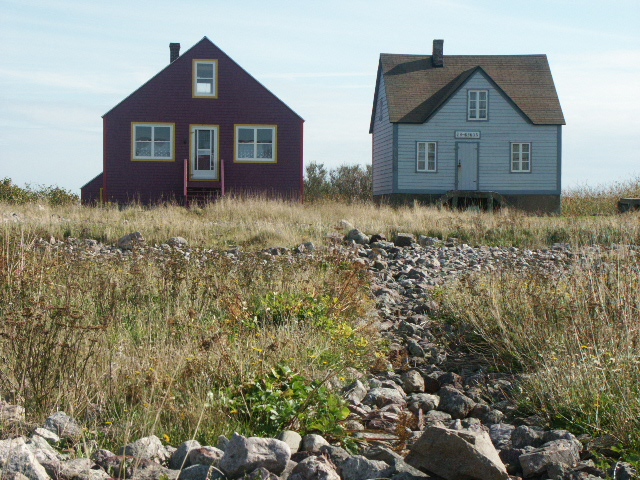
Île aux Marins

### Demografia
La popolazione è cresciuta lentamente dalla prima guerra mondiale alla fine del XX secolo, per poi decrescere di poco da allora. Al 1º gennaio 2013, secondo i dati dell'Insee, si contavano 6 057 persone, di cui 5 430 nella città di Saint-Pierre e 627 a Miquelon-Langlade. Al 1º gennaio 2017, l'Insee annoverava 641 abitanti a Miquelon-Langlade e 5 633 a Saint-Pierre per un totale di 6 274 persone.
Il francese parlato ricorda l'inflessione di quello della Normandia e della Bretagna, in virtù della provenienza degli abitanti; non mancano alcuni baschi, il cui idioma è stato tramandato da alcune famiglie della zona fino a scomparire alla fine degli anni Cinquanta del XX secolo. Se la discendenza acadiana è modesta, bisogna invece sottolineare una significativa discendenza inglese e irlandese della popolazione, conseguenza delle numerose unioni di questi coloni con giovani donne venute dalla vicina costa di Terranova per svolgere lavori domestici, in particolare dal XIX secolo alla metà del XX.
L'inglese è molto diffuso ed è generalmente parlato come seconda lingua dalla maggioranza della popolazione: è molto utile per il settore turistico, poiché l'arcipelago accoglie molti turisti americani e canadesi di lingua inglese. Inoltre, nel contesto professionale della pesca, risulta funzionale a comunicare con i pescatori di lingua inglese a Terranova o altrove.
Evoluzione demografica

### Istruzione e insegnamento

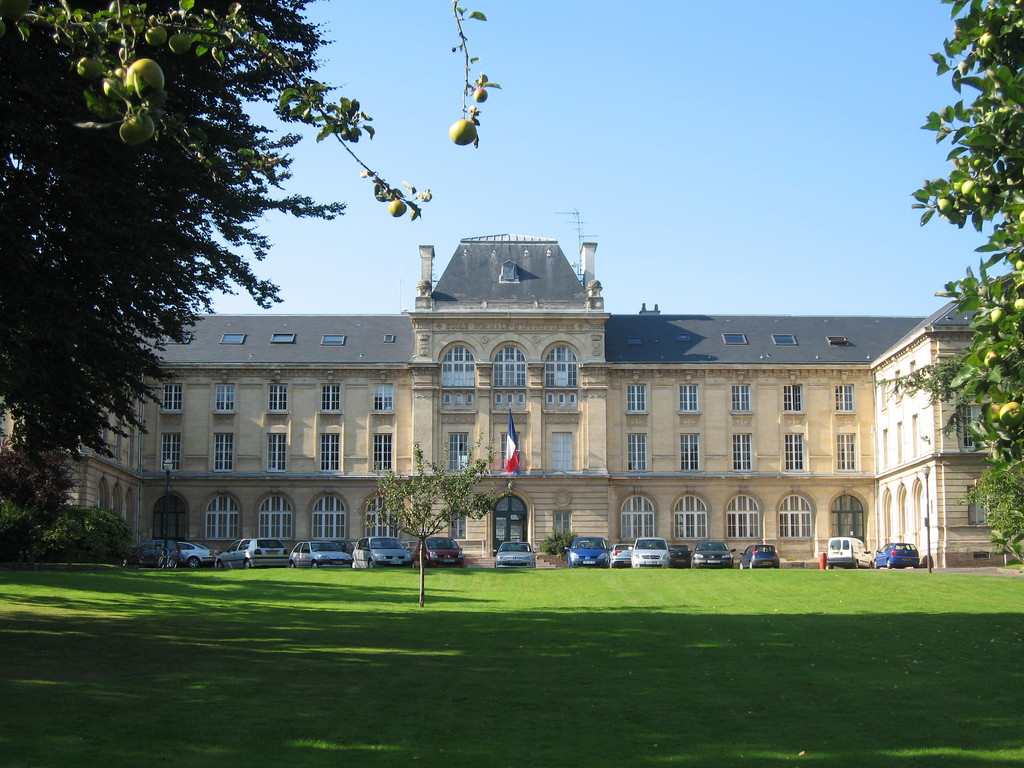
Le scuole di Saint-Pierre e Miquelon fanno capo all'accademia di Caen

Le scuole di Saint-Pierre e Miquelon sono legate all'Accademia di Caen, rappresentata dal Service de l'Éducation nationale di Saint-Pierre e Miquelon.
Gli istituti pubblici sono composti da quattro scuole primarie, un collegio con annesso a Miquelon, un liceo statale e un liceo professionale a Saint-Pierre. L'istruzione privata, sotto contratto di associazione con lo Stato, conta quattro scuole primarie e un collegio con una sezione tecnica. Nel 2006 risultavano iscritti 1 330 studenti.
Dopo il diploma di maturità, gli studenti di Saint-Pierre e Miquelon possono proseguire gli studi al di fuori dell'arcipelago (non essendoci in loco una struttura universitaria) beneficiando di un passaporto di mobilità rilasciato in archivio e sotto l'autorità del prefetto. Il funzionario dell'arcipelago può anche coprire i costi relativi al trasporto nelle città maggiori e un viaggio di ritorno annuale durante le vacanze estive (per i primi tre anni di studi).

### Sanità
A Saint-Pierre ha sede il centro ospedaliero François-Dunan che dispone di 59 posti letto e un pronto soccorso. Questo fornisce impiego a circa 380 persone, di cui circa 20 medici: diversi specialisti si recano presso la struttura in missione durante l'anno. La cassa di previdenza locale ha contribuito alla creazione, nel 2007, di un centro sanitario separato dall'ospedale. A Miquelon ha sede invece un presidio medico composto da un dottore.
Una delle caratteristiche del sistema sanitario dell'arcipelago è il suo costo elevato, parzialmente compensato dal bilancio nazionale. Questo costo deriva in particolare dalle spese mediche per i pazienti che richiedono cure che non possono essere fornite in loco. Con 844 nel 2016 (730 nel 2015), l'82% si è svolto in Canada (principalmente all'ospedale Saint John con il quale esiste una convenzione tripartita con la sanità di Saint-Pierre e il fondo di previdenza sociale) e il 18% in Francia.
Nonostante l'arcipelago assuma un ruolo abbastanza secondario nello scenario nordamericano, la pandemia di COVID-19 si è diffusa anche in loco: il primo caso confermato risale al 5 aprile 2020.

## Economia
Il PIL di Saint-Pierre e Miquelon, calcolato per la prima volta secondo gli indicatori del 2004, è stato stimato in 26 073 euro per abitante. Quasi un terzo dei lavoratori è remunerato con fondi pubblici con un'indicizzazione dal 40 al 60% circa.
Lo sviluppo economico dell'arcipelago è affidato dal consiglio territoriale alla Società per lo sviluppo e la promozione dell'arcipelago di Saint-Pierre e Miquelon (Sodepar) il cui presidente non è altro che quello del consiglio territoriale.

### Pesca
La pesca del merluzzo (chiamato anche cabillaud dai locali) e il sostegno ai pescherecci europei e asiatici è stata l'attività tradizionale e principale dell'arcipelago situato non lontano dai Grandi Banchi di Terranova dove il merluzzo era abbondante. Dagli anni 1950 ha acquisito un carattere industriale con moderni pescherecci da traino ad alte prestazioni. Tuttavia, a seguito della decisione del tribunale arbitrale di New York, nel 1992, che delimitava la ZEE francese attorno all'arcipelago e alla moratoria canadese sulla pesca di questa specie avvenuta poco dopo, la domanda è calata drasticamente.
Mentre negli anni migliori le vendite di merluzzo, granchi, lompi e aragoste fruttavano il 50% in più rispetto alle spese sostenute, il numero si è abbassato vertiginosamente al 10% ed è difficile raggiungere le vecchie percentuali per via della grande debolezza dell'economia locale. L'intero settore sopravvive solo grazie al solido sostegno finanziario dello Stato e della Collettività Territoriale.

#### Contenzioso sulle acque territoriali
La ZEE dell'arcipelago lambisce le acque del Canada. La nuova legge in materia, definita dalla Convenzione delle Nazioni Unite sul diritto del mare (1973), consente ora agli Stati di estendere la ZEE oltre le 200 miglia nautiche (a circa 370 km e di includere la vicina piattaforma continentale.
Nell'aprile 1988, l'ingresso del peschereccio Croix-de-Lorraine nelle acque canadesi considerato alla stregua di una vera e propria intrusione, su istigazione dei principali funzionari eletti dell'arcipelago, portò all'arresto dell'equipaggio da parte della guardia costiera canadese. Anche il vescovo dell'arcipelago, al momento a bordo, fu detenuto come gli altri per due giorni a Saint John, capoluogo di Terranova, prima di essere rilasciato dopo il pagamento di una pesante multa da parte dello Stato francese. L'arbitrato internazionale che ne è seguito, nel 1992, ha concesso alla Francia solo 12400 km² di ZEE, invece dei 47 000 richiesti da Parigi.
Il Canada rifiuta qualsiasi estensione delle acque territoriali delle isole Saint Pierre e Miquelon a scapito della propria zona economica individuata a sud di Terranova. Ottawa aderisce alla delimitazione del confine marittimo ai sensi dell'assegnazione del Tribunale arbitrale di New York, sebbene questa decisione non sia mai stata accettata né dalla Francia né dal Canada. I funzionari eletti di Saint-Pierre e Miquelon si sono espressi in maniera contraria a tale decisione, la quale ha lasciato irrisolte anche alcune questioni relative alla polizia di frontiera. Si spiega altresì in virtù di questo contenzioso il brusco calo nel settore ittico rilevato nell'arcipelago dagli anni Novanta.
Alcuni rappresentanti politici di Saint-Pierre e Miquelon hanno promosso la creazione del "Collettivo per la piattaforma continentale", istituito nel marzo 2009 allo scopo di incoraggiare innanzitutto Parigi a presentare una lettera di intenti alla Commissione delle Nazioni Unite sulle demarcazioni. Il Canada ha valutato al contempo la possibilità che vi siano basi legali al fine di ostacolare una possibile estensione della piattaforma continentale per questo arcipelago francese. Il ministro dell'Interno Michèle Alliot-Marie ha annunciato il 25 marzo 2009 la redazione di una lettera di intenti in cui si chiedeva all'ONU di ampliare le zone di pesca dell'arcipelago: la Francia ha depositato l'8 maggio 2009 all'ONU una richiesta preventiva per l'estensione della piattaforma continentale francese al largo di Saint-Pierre e Miquelon, nonché della Polinesia francese e di Wallis e Futuna. La controversia è giunta tuttavia a una fase di stallo e non vi sono stati ulteriori sviluppi.

### Agricoltura
Il clima rigido fino alla primavera riduce la stagione adatta per l'agricoltura a circa 3 mesi. L'assenza di superfici fertili e suoli, eccessivamente torbosi e argillosi, adatti alla coltivazione dei cereali costituisce un'ulteriore limitazione. Dall'inizio degli anni 1990 sono state realizzate diverse operazioni di sviluppo, in particolare con la coltivazione in serra, calda e fredda, di prodotti dell'orto: principalmente, ci si è concentrati su lattuga e fragole. La produzione animale è costituita principalmente da polli da carne, uova, anatre e carne di agnello. L'intero settore beneficia dell'aiuto della Francia (consorzi agricoli dei servizi della direzione dell'agricoltura e delle foreste) e le disposizioni del codice locale degli investimenti, ma risulta in grado di soddisfare solo una piccola parte della domanda dei consumatori.

### Edilizia e lavori pubblici
Con circa il 10% della popolazione attiva stimata in 3 200 persone, l'edilizia acquisisce un ruolo di spessore nell'economia locale. Soggetta alla stagionalità climatica, le operazioni di lavoro avvengono principalmente da aprile-maggio a fine novembre e si concentrano perlopiù su abitazioni. Il problema degli alloggi a Saint-Pierre e Miquelon è molto diverso da quello riscontrato in altre comunità d'oltremare: in rari casi si presentano condizioni malsane e uno scarso livello di qualità, così come la presenza di periferie cittadine. Nel censimento del 1999 si annoveravano 2 415 residenze principali, 428 residenze secondarie, 15 abitazioni occasionali e 78 alloggi liberi. Nel 2006, le cifre sono mutate in 2 517 residenze principali e 173 alloggi liberi. Nonostante l'invecchiamento della popolazione, il numero di abitazioni è salito del 5,8% a Saint-Pierre e del 7,3% a Miquelon-Langlade.
I lavori pubblici, realizzati da poche aziende locali, dipendono in larga misura dagli appalti pubblici, peraltro abbastanza sostenuti dallo Stato, dalla collettività territoriale o da entrambi i comuni.

### Commercio
Fonte di occupazione per circa il 15% della forza lavoro, è principalmente un'attività di distribuzione. Alcuni rivenditori locali abbastanza grandi si sono sviluppati dal 1980. L'insularità, la ristrettezza del mercato e la lontananza contribuiscono a una gestione a volte delicata. La maggior parte delle forniture proviene dal continente nordamericano, in particolare per materiali da costruzione, petrolio, mangimi per carne e prodotti da orto. Lo stesso vale per la metà della grande flotta di veicoli e delle grandi macchine movimento terra, nonché per il gran numero di imbarcazioni da diporto. Tutte le importazioni, ovunque provengano (estero o Francia), sono soggette a dazi e tasse destinati al bilancio locale.

### Turismo
La stagione turistica si divide in due periodi:
- In alta stagione, da maggio a ottobre, le infrastrutture dedicate sono in pieno svolgimento. Siccome si giunge principalmente in barca, la maggior parte dei visitatori è canadese, ma non mancano americani e francesi che si recano in visita in queste isole francesi del Nord America;
- In bassa stagione, da novembre ad aprile, il turismo d'affari è il più attivo. Venendo a lavorare per periodi più o meno lunghi, questi turisti ne approfittano anche per visitare e scoprire l'arcipelago. È anche durante questo periodo che le navi di linea (sedici nel 2019)[63] fanno scalo, consentendo ai diportisti di viaggiare per le isole per alcune ore.

I punti di interesse turistico a Saint-Pierre e Miquelon interessano la natura incontaminata e accessibile che si scorge sin dall'approdo e la migrazione di molte specie a seconda delle stagioni (pulcinelle di mare, aquile calve e orche tra le altre).

### Combustibili fossili
Le compagnie petrolifere nordamericane che sfruttano i giacimenti sottomarini al largo della costa orientale del Canada hanno mostrato il loro interesse per la ricerca di idrocarburi liquidi o gassosi nel "tubo" della ZEE francese a sud dell'arcipelago, nell'area più vicina al bacino del gas scozzese dell'isola di Sable. La perforazione esplorativa ha avuto luogo nel 2001 e la prospezione continua.
Dati i significativi effetti derivati dallo sfruttamento petrolifero offshore di cui godono Terranova e Nuova Scozia, Saint-Pierre e Miquelon misura l'impatto benefico che potrebbe ricevere se accadesse, in futuro, che un giacimento interessante venga scoperto nella propria zona o nella "zona di cogestione" franco-canadese prevista da Parigi e Ottawa a sud di Saint-Pierre in quella che attualmente viene chiamata la "baguette francese".

## Cultura e patrimonio

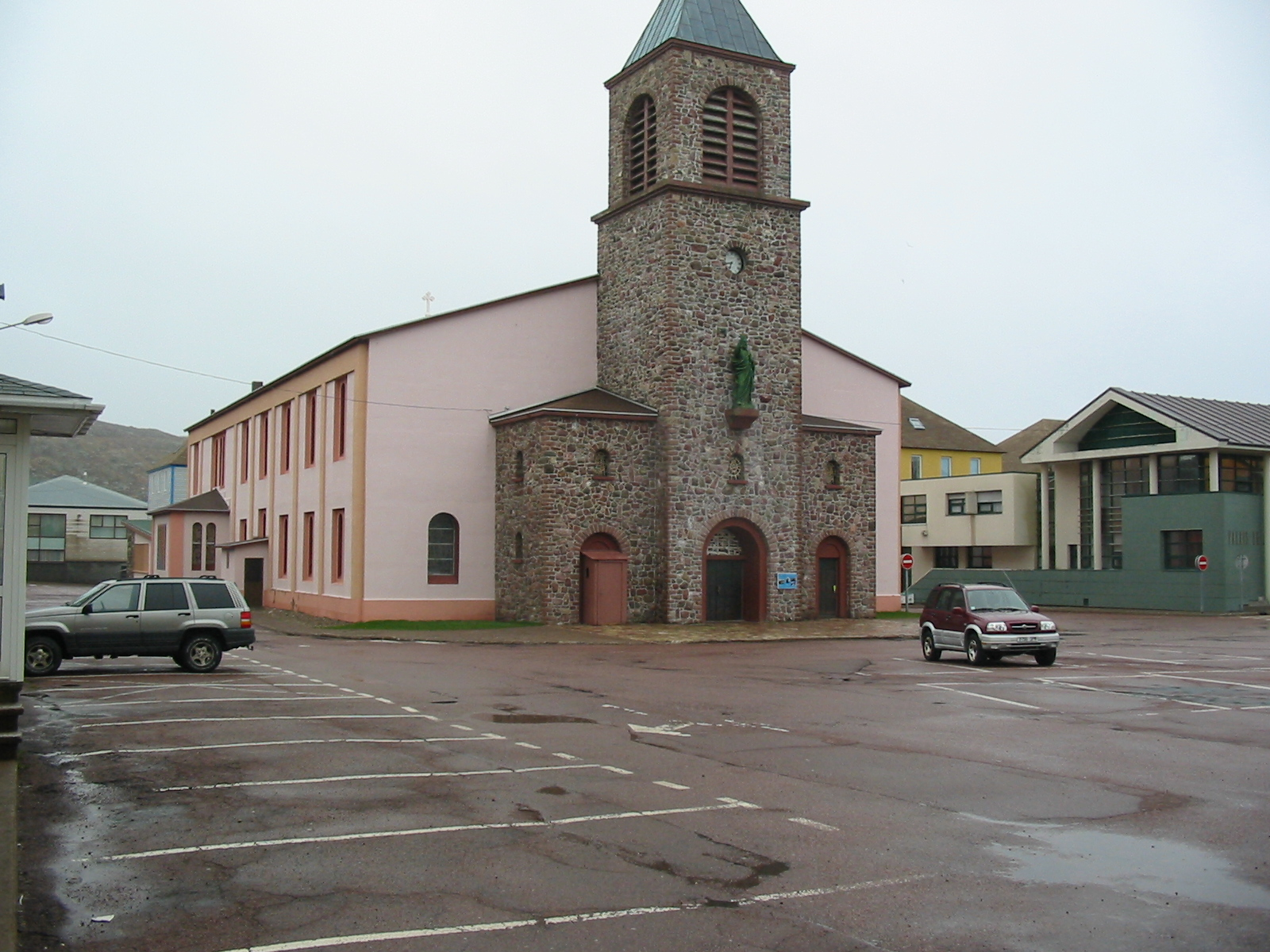
La chiesa di Saint-Pierre e Miquelon

L'espressione teatrale si manifesta in maniera decisa sulle due isole, anche grazie ai diversi gruppi musicali locali. L'arcipelago ha cinque musei, uno dei quali si trova a Miquelon e due sull'île aux Marins. Il Francoforum è un'istituzione dipendente dalla Collettività Territoriale: inaugurato nel 1992, la sua missione è insegnare la lingua francese ai canadesi di lingua inglese che desiderano recarsi in loco per uno stage. È accreditato presso il governo del Canada.
A Saint-Pierre è ambientato il film del 2000 L'amore che non muore di Patrice Leconte: la pellicola è stata girata, oltre che nelle isole, a Parigi, a Métabetchouan e a Louisbourg in Canada.
Lo scrittore francese Louis-Ferdinand Céline soggiornò sull'isola per soli due giorni nel 1938 in cerca di possibili luoghi d'esilio. L'isola lo colpì moltissimo ed egli la citerà più volte nella sua ultima produzione letteraria.

### Religione

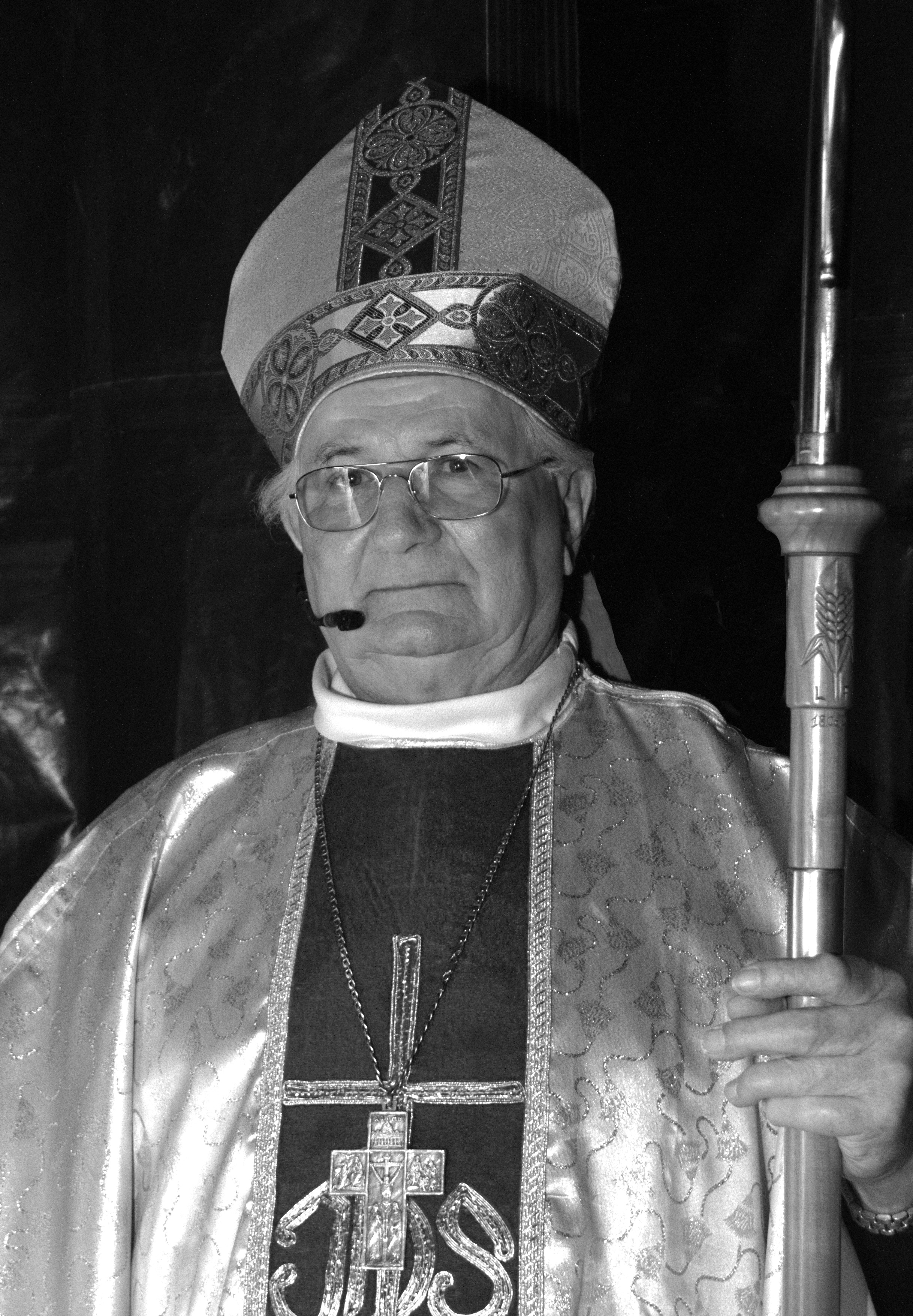
Monsignore Lucien Fischer. Nato il 27 novembre 1933 a Strasburgo, ha ricoperto il ruolo di vicario apostolico di Saint Pierre e Miquelon dal 2000 al 2009

La religione dominante del territorio è il cattolicesimo per la maggioranza degli abitanti. Fino al 1º marzo 2018, il territorio dell'arcipelago costituiva per la Chiesa cattolica il vicariato apostolico delle Isole di Saint-Pierre e Miquelon: dopo di allora, il vicariato è stato abolito e il suo territorio annesso alla diocesi di La Rochelle (un vicario episcopale è stato nominato dal vescovo nel 2018). La principale chiesa cattolica dell'arcipelago, gradevole dal punto di vista architettonico, è quella dedicata a San Pietro.
Gli evangelici hanno un luogo di culto, così come i testimoni di Geova, costruito nell'agosto 2013.

### Sport
Lo sport è molto presente con numerose associazioni e due strutture istituzionali: il centro sportivo e culturale di Saint-Pierre e la Maison des loisirs a Miquelon. Il calcio, l'hockey, la pallavolo, il rugby, la pallacanestro, il tennis, il curling, il nuoto, il basket, la corsa, la boxe, il pattinaggio sul ghiaccio, le bocce, diverse arti marziali tra cui judo, taekwondo (tra gli atleti più importanti si può citare Bénédicte Siosse, campione nella competizione dei Paesi francofoni di taekwondo e campione francese senior di −67 kg nel 2018), sono variamente praticati nell'arcipelago. Si effettuano frequenti viaggi per manifestazioni sportive in Canada o in Francia, facilitati dall'azione del Ministero della Gioventù e dello Sport e dalla Collettività Territoriale. La "25 km" di Miquelon è un momento sportivo e festoso che attira alcune centinaia di partecipanti in estate. Una scuola di vela comunale, a Saint-Pierre, opera durante i mesi più caldi come club di immersioni, il cui nome è circolo nautico Saint Pierrais.

## Media

### Telecomunicazioni
Alla popolazione dell'arcipelago vengono offerti i mezzi di comunicazione più moderni e diversificati: internet, rete fissa e mobile, rete televisiva via cavo. I servizi internet e mobile sono offerti da due operatori, Globaltel, un operatore indipendente e SPM Telecom, una filiale di Orange. È possibile accedere gratuitamente al TNT locale (otto canali) con un televisore dotato di una scheda di crittografia vendibile localmente. Gli operatori Globaltel e SPM Telecom offrono inoltre servizi di telefonia mobile e fissa (per telefoni standard GSM) impiegando la banda GSM a 900 MHz, differente da quella da 850 e da 1900 MHz utilizzate nel resto del Nord America. Le apparecchiature informatiche consentono agli isolani di ridurre l'impatto causato dalla lontananza dalla terraferma.

### Stampa e radio
Le due riviste principali dell'arcipelago sono L'Écho des Caps, un settimanale realizzato il comune di Saint-Pierre e L'Horizon, un mensile dal municipio di Miquelon. Una rivista disponibile solo in formato digitale che gode di una discreta fama sulle isole è disponibile all'indirizzo web mathurin.com.
Saint-Pierre e Miquelon ha cinque stazioni radio, tutte in banda FM (le ultime stazioni a onde medie sono state convertite in FM nel 2004). Tre delle stazioni si trovano a Saint-Pierre e una a Miquelon.

### Televisione
- Saint-Pierre et Miquelon 1°: canale pubblico generalista televisivo locale;
- France 2
- France 3
- France 4
- France 5
- France 24
- Arte

Il provider di telecomunicazioni locale (SPM Telecom) trasmette diverse stazioni televisive nordamericane sulla sua rete di canali via cavo, convertiti dallo standard nordamericano NTSC a SÉCAM K1. Inoltre, Saint-Pierre et Miquelon 1º viene rilevato dal satellite Shaw Direct e sulla maggior parte dei servizi digitali via cavo in Canada, convertito in NTSC.

### Codici
Saint-Pierre-et-Miquelon ha i seguenti codici:
- PM, secondo ISO 3166-1 (elenco dei codici paese), codice alfa-2;
- .pm, secondo l'elenco Internet TLD (Top level domain);
- LF, secondo l'elenco dei prefissi dei codici aeroportuali ICAO;
- FP, secondo l'elenco dei prefissi per radioamatori;
- Codice postale: 97500.

## Galleria d'immagini

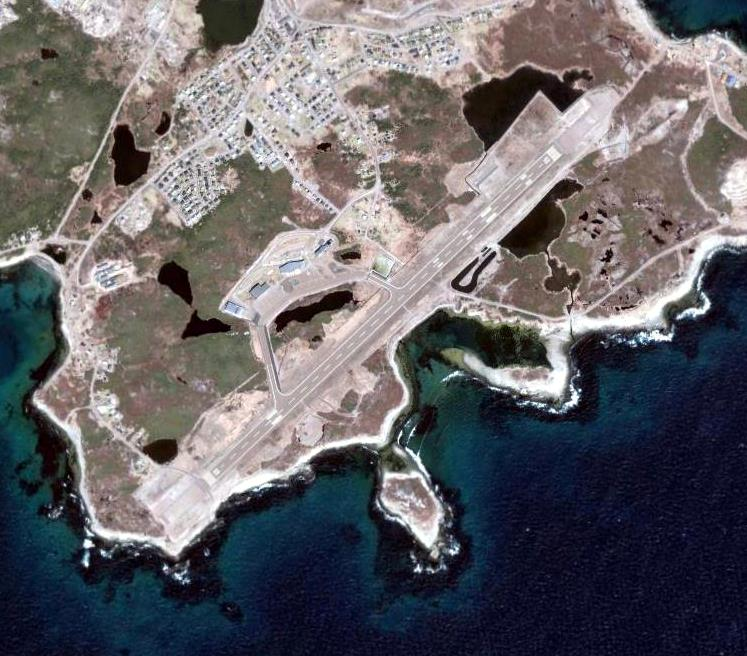
Aeroporto di Saint-Pierre
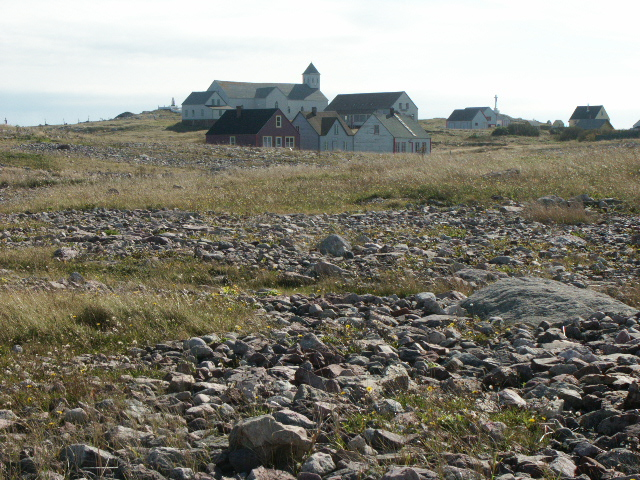
Île aux Marins
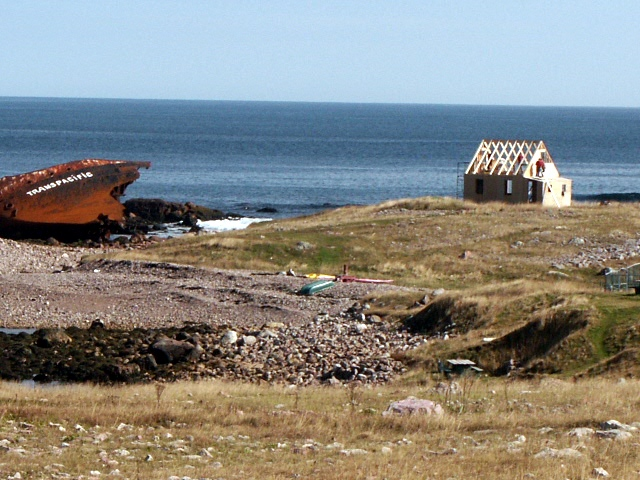
Imbarcazione naufragata a île aux Marins
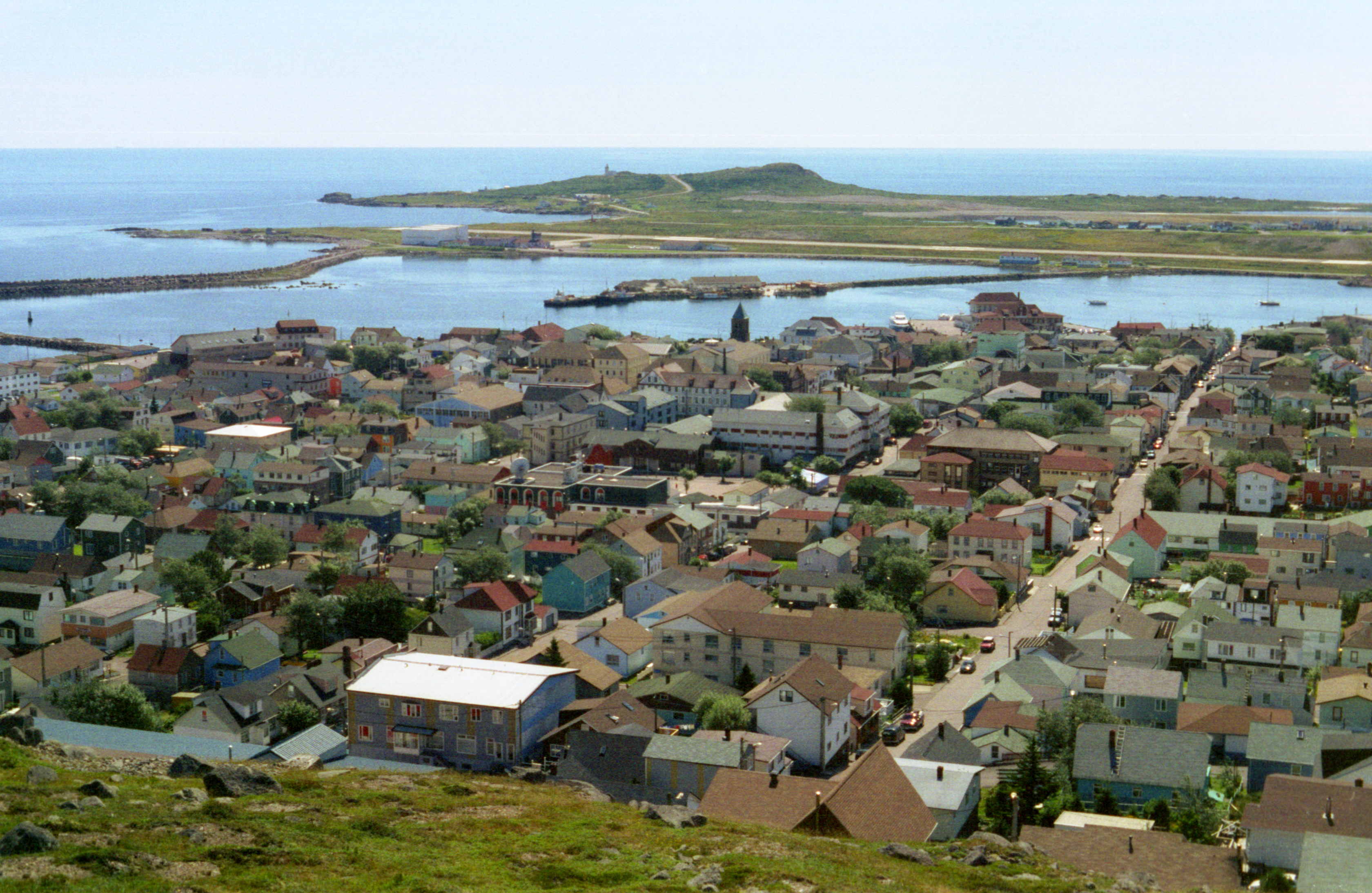
Saint-Pierre
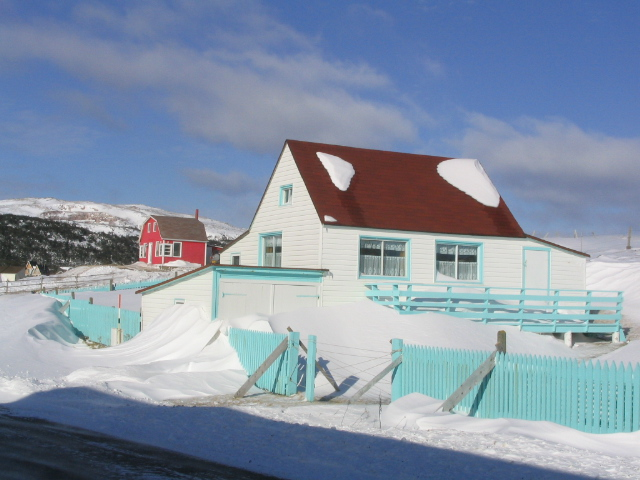
Saint-Pierre in inverno
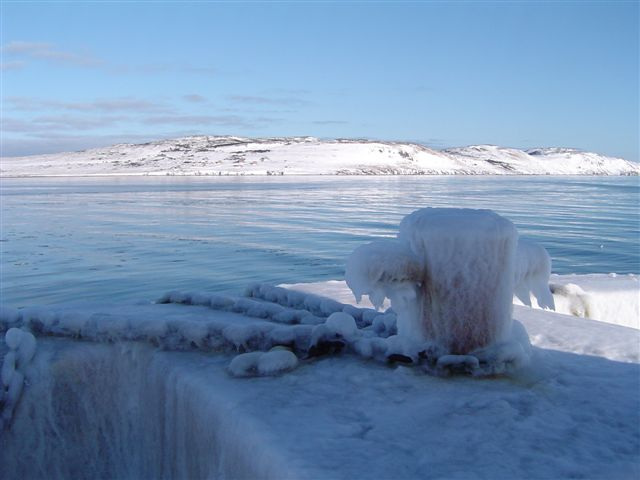
Costa di Saint-Pierre in inverno
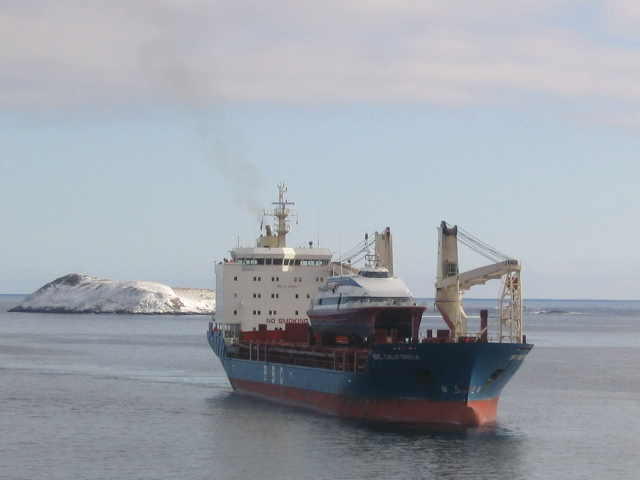
La nave cargo della BBC California in arrivo dalla Norvegia a Saint-Pierre nel 2005
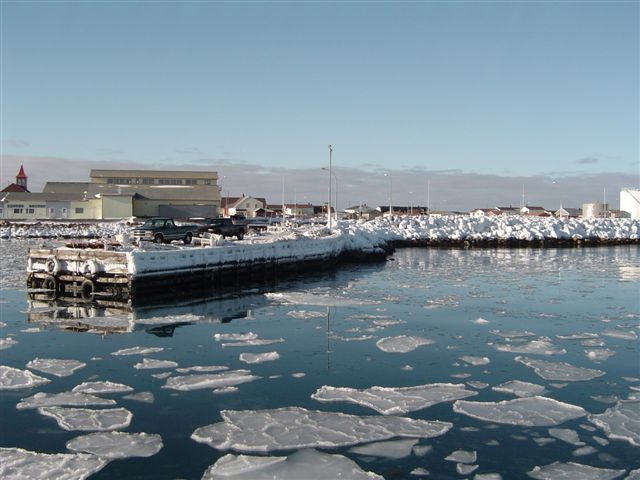
Porto di Saint-Pierre in inverno
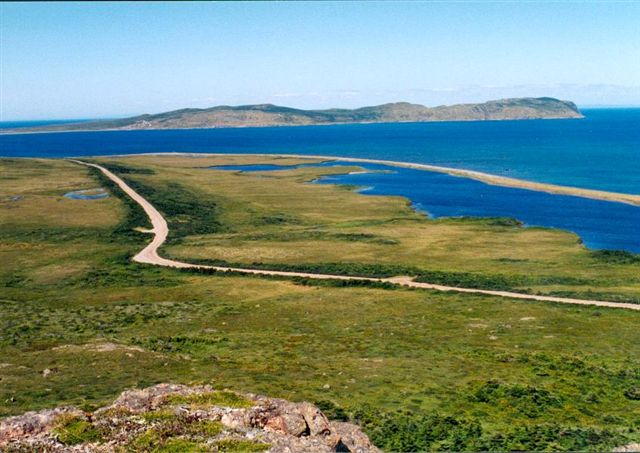
Panorama presso Miquelon
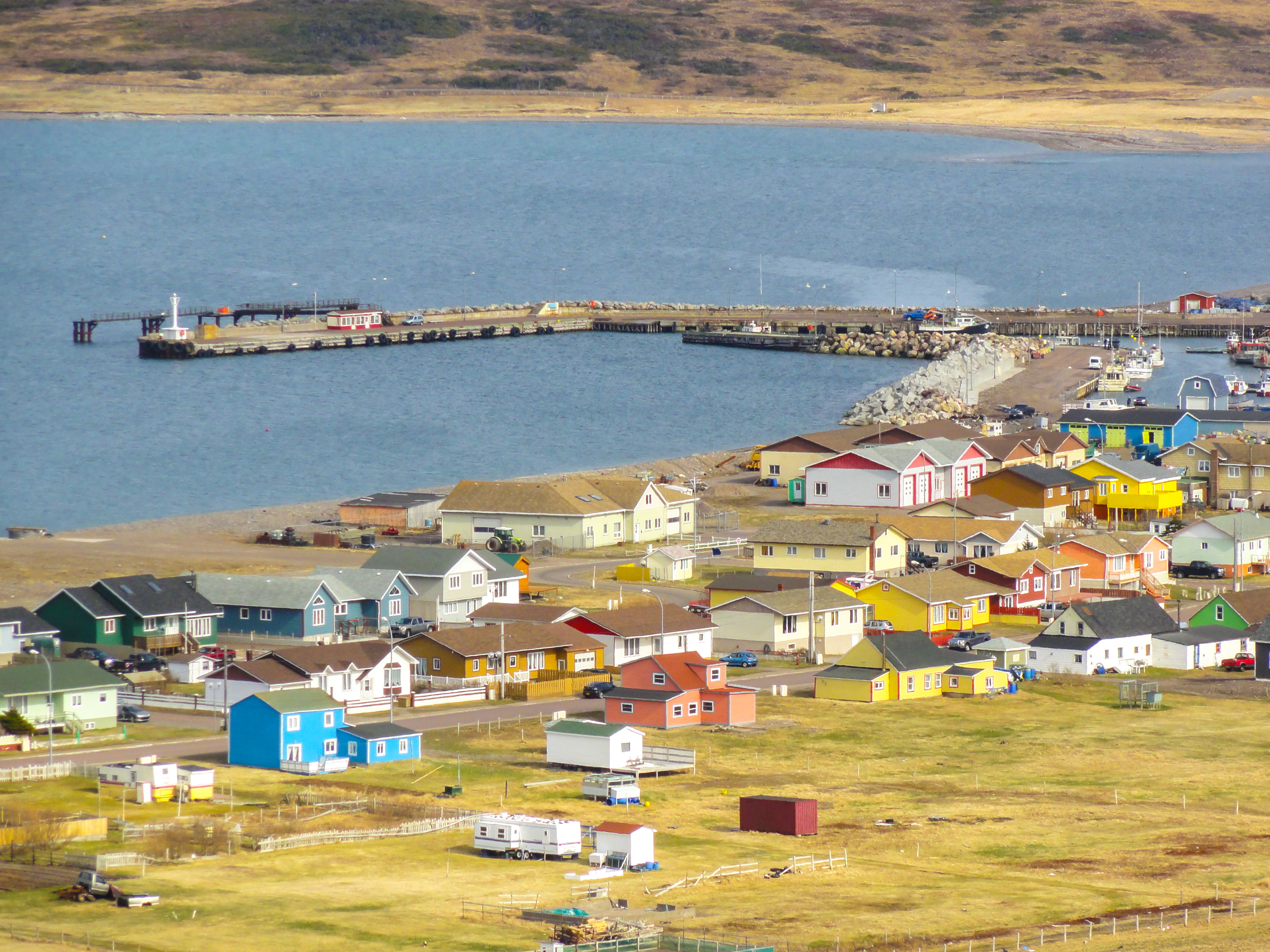
Veduta di Miquelon dalla collina del Calvario
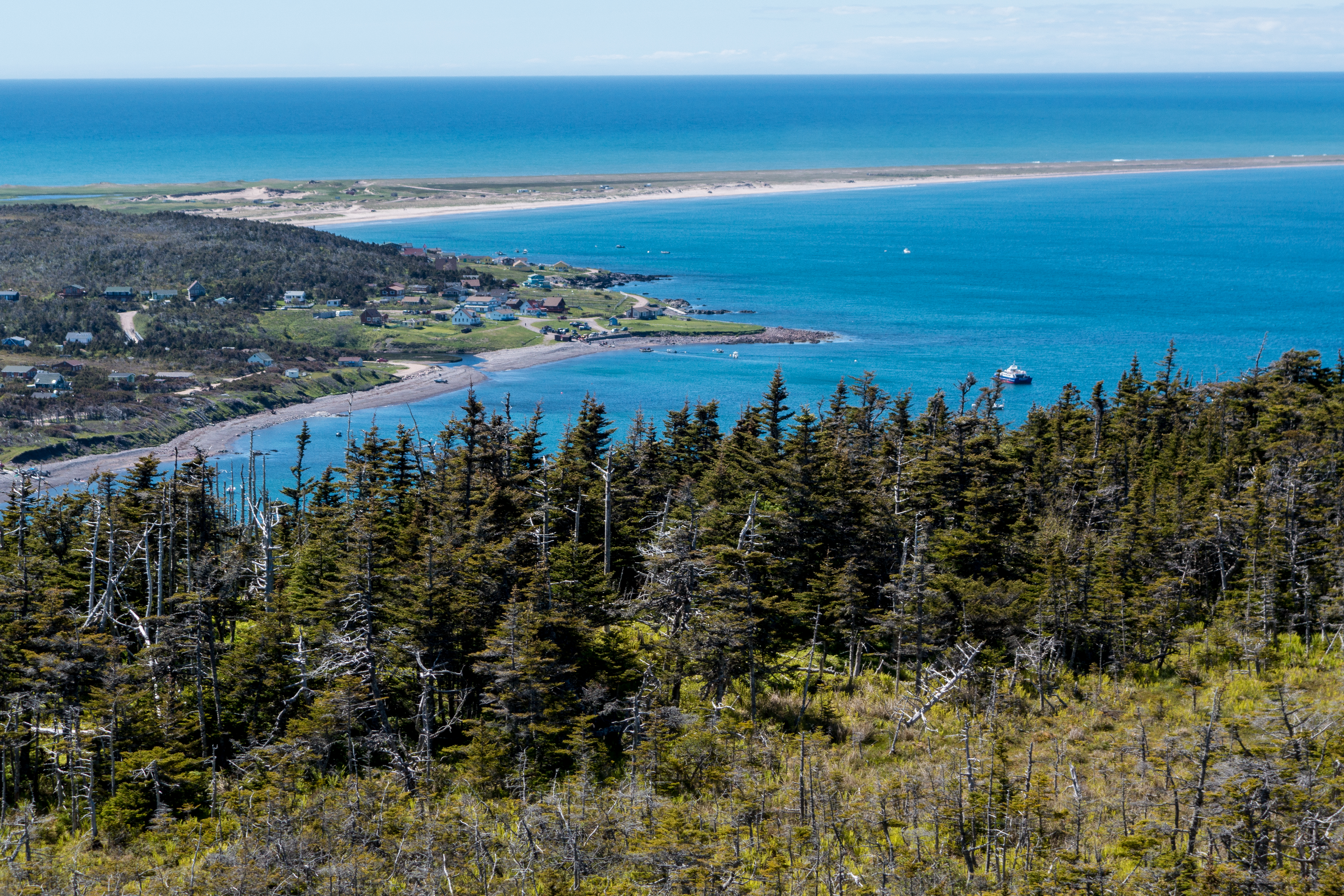
Vista della baia del governatore sulla penisola di Langlade